# ʿAdschība (Sängersklavin)
ʿAdschība (arabisch عجيبة, geb. im 12. oder 13. Jahrhundert; gest. im 13. Jahrhundert) war eine Sängersklavin und Konkubine des vierten Ayyubiden-Sultans al-Kamil Muhammad (reg. 1218–1238).

## Leben
ʿAdschība wird in den Quellen als äußerst schöne, junge Frau und begnadete Sängerin beschrieben. Ihr Besitzer, der vierte Ayyubiden-Sultan al-Kamil Muhammad (reg. 1218–1238), soll schwer in sie verliebt gewesen sein und regelmäßig die Nacht mit ihr verbracht haben. Sie wohnte seinen Sitzungen sowohl hinter einem Vorhang verborgen als auch öffentlich bei und musizierte mit der Harfe und der Rahmentrommel.

## Rezeption
In der klassisch-arabischen Literatur wird ʿAdschība unter anderem in Ibn Fadlallah al-Umaris (1301–1349) Hauptwerk, dem Lexikon Masālik al-abṣār fī mamālik al-amṣār, in seinem Kapitel über bekannte Sängersklavinnen aufgeführt. Er berichtet umfangreich von ihren Liedern und Gedichten.

## Anekdoten
Sultan al-Kamil wurde von einem seiner Qadis wegen seiner ausgiebigen Trinkgelage kritisiert, wobei der Qadi betonte, dass al-Kamils Sohn noch betrunkener umherging als ʿAdschība.

### Arabische Primärquellen
- Ibn Fadlallah al-Umari (1301–1349): Masālik al-abṣār fī mamālik al-amṣār. Ins Deutsche übersetzt von Yasemin Gökpinar: Der ṭarab der Sängersklavinnen: Masālik al-abṣār fī mamālik al-amṣār von Ibn Faḍlallāh al-ʿUmarī (gest. 749/1349): Textkritische Edition des 10. Kapitels Ahl ʿilm al-mūsīqī mit kommentierter Übersetzung, Ergon Verlag, Baden-Baden 2021.

### Sekundärliteratur
- Yasemin Gökpinar: Der ṭarab der Sängersklavinnen: Masālik al-abṣār fī mamālik al-amṣār von Ibn Faḍlallāh al-ʿUmarī (gest. 749/1349): Textkritische Edition des 10. Kapitels Ahl ʿilm al-mūsīqī mit kommentierter Übersetzung, Ergon Verlag, Baden-Baden 2021 S. 268–277.